# Rachovia maculipinnis
Rachovia maculipinnis är en fiskart som först beskrevs av Radda, 1964.  Rachovia maculipinnis ingår i släktet Rachovia och familjen Rivulidae. Inga underarter finns listade i Catalogue of Life.